# Лакський державний музично-драматичний театр імені Е. Капієва
Лакський музично-драматичний театр імені Е. Капієва — в місті Махачкала, заснований 1935 року.  
Історія музичного театру бере свій початок з аматорського гуртка лакском інтелігенції, який почав працювати в селищі Кумух Казі-Кумухского округу 1914 року. 1920 року аматорський театр називався Радянським театром імені Саїда Габіева. На початку 1935 року рішенням Обкому ВКП (б) і Раднаркому Дагестанського АРСР був відкритий Дагестанський Лакська драматичний театр ім.Е.Капіева. Свого офіційне відкриття театр показав соціальну драму Г.Саідова «Лудильники», що оповідає про тяжке життя Лакських кустарів-заробітчан. Ця п'єса періодично включається до репертуару театру та завжди йде з великим успіхом. Біля колиски театру стояли І. Балугов, А.Джалалов, О. Алієв, А.Гунашев, Г.Буганов, З.Султанов, А.Гусейнов, М.Рамазанова. Ставили п'єси молодого драматурга М.Чарінова про долю горянської жінки («Хабібат та Хаджіяв», «Шагалай», «Шумайсат»).
На початку 30-років театр ставить агітаційну п'єсу А.Омаршаєва «Культсанштурм», написану слідами проводяться в горах заходів радянської влади. У театр прийшли драматурги М.Алі, М-Х.Пашаев. У другій половині 30-років художнім керівником був запрошений випускник режисерського відділення Тбіліського інституту театральних мистецтв П.Джапарідзе. Він поставив «Любов Ярова» К. Треньова, «Вогні маяка» А.Карасева, «Аздар та Зайнаб» М.Алієва. В 40-і роки театр очолив режисер А.Васильєв, який продовжив роботу з майстерності актора, розпочату П.Джапарідзе. Він ставить героїчну драму Р.Фатуєва «Горяни». Вдало була поставлена комедія Ж-Б.Мольєра «Лікар мимоволі». Артисти М.Мусалаев, З.Омарова, М.Рамазанова, І. Балугов створили переконливі та яскраві характери. З успіхом йшла п'єса Б.Лавренева «Розлом».
На початку війни 1941-1943 рр.. Лакський театр був закритий через матеріальні труднощі. Якуб Сулейманов, що працював в театрі до війни, був удостоєний високого звання Героя Радянського Союзу. Наприкінці 1943 року театр відновив роботу. Репертуар оновлюється, ставлять «Намус» А.Шірванзаде, «Аршин-мал-Алан» У.Гаджибекова, «Син полку» В.Катаєва, «Платон Кречет» О. Корнійчука.
У творчому житті театру повоєнних років все більш активну роль стали грати професійні режисери, запрошені з центральних міст. Це А.Васильєв, В.Терехін, П.Джапарідзе, М.Селі-ванів, В.Тургенєв та ін Цей період відзначений у творчому житті театру прагненням підняти загальний художній рівень театру, направити його в русло високого професіоналізму. У ці роки театр звернувся до п'єс «Свої люди — розрахуємося» О.Островського, «Підступність та кохання» Ф. Шіллера, «Слуга двох панів» К. Гольдоні та ін 1960 року Лакська театр виступає на декаді дагестанської літератури та мистецтва в м.Москва з виставою «У рідному аулі» М.Аліева. Московська критика тепло відгукнулася про виставу. Багато артистів отримали високу оцінку та урядові нагороди. Серед них: М.Мусалаев-звання «Засл.арт.РСФСР», Ш.Ібрагімова-Орден «Знак Пошани», І. Балугов, Г. Ібрагімов та А-Г.Джалалов - звання народних артистів Дагестану.
З приходом в колектив 1964 року випускників (14 осіб) лакської студії Театрального училища ім.Б.Щукіна творче життя театру помітно пожвавлюється. Цікаві різнопланові молоді артисти Д.Дінма-Гомедов, В.Ефендіев, С.Хайдаков, М.Чавтараева стали грати провідні ролі у виставах. Один за одним на його сцені з'являються спектаклі, відзначені професіоналізмом, зрілістю, яскравим темпераментом молодості, енергійним творчим пошуком. В 60-70 роки і надалі розширюється коло національних драматургів, які пишуть для театру: Б.Рамазанов, Ц.Камалов, М.Бутаев, К.Мазаев, В.Ефендіев, Г. Алієва, Р.Рамазанов, М.Давидов.